# 科羅內申島
科羅內申島（英語：Coronation Island）是南極洲的島嶼，位於南冰洋海域，屬於南奧克尼群島的一部分，長40公里、寬9公里，面積457平方公里，其中約85%地區被冰川覆蓋，最高點海拔高度1,265米。

## 歷史
該島於1821年12月在美國海豹捕獵者納撒尼爾帕爾默船長和英國海豹捕獵者喬治鮑威爾船長聯合巡航過程中被發現，鮑威爾命名該島是為了紀念1820年成為英國國王的喬治四世的加冕典禮。

## 南極特別保護區
科羅內申島中北部約92平方公里的區域已被指定為南極特別保護區(ASPA 114)，主要用作相對原始的參考地點，用於與受影響更嚴重的地點進行比較研究。 它從中部山區的布里斯班高地和波浪峰向北延伸到西部的概念點和東部的犯規點之間的海岸。 該遺址的大部分土地都被冰川覆蓋，沿岸有小面積的無冰地形。 已知在該遺址內繁殖的鳥類包括帽帶企鵝、海角海燕和雪海燕。

## 主要特點
科羅內申島及其周圍的許多地理特徵已被各種勘探和調查小組繪製並命名。
該島的西北點被稱為企鵝角，幾個命名的岩層位於企鵝角以西的近海，包括Melsom Rocks、Despair Rocks和Lay-brother Rock。

### 海灣
島上不規則的海岸被許多海灣縮進。
- 冰山灣在漢森角和橄欖石角之間的南海岸縮進。
- Ommanney灣在Prong Point和Foul Point之間的北海岸縮進。
- Sandefjord Bay在門羅島附近的西海岸縮進。

60°37′S 45°35′W / 60.617°S 45.583°W
1. ↑   (PDF).   [2003]. （原始内容 (PDF)存档于2018-11-18）.